# Evamaria Kaiser
Evamaria Kaiser (* 1. März 1927 in Innsbruck; † 20. April 1994 in Wien) war eine österreichische Rundfunkmoderatorin.
In ihrer in den 1960er-Jahren sehr erfolgreichen Plattensendung Gut aufgelegt spielte Kaiser nicht nur internationale Hits der Popmusik, sondern strebte auch danach, heimische Talente zu fördern. Kaiser gelang es um 1970 als Moderatorin der beliebten Sendungen Showchance sowie, von der Milchwirtschaft gesponsert, Talente 70, ihrer Neigung zur Förderung populärmusikalisch Begabter nachzugehen, und arrangierte den jungen Künstlern auch öffentliche Auftritte. Kaiser hatte insoweit eine Pionierfunktion bei der Modernisierung des österreichischen Rundfunks, seiner Programmgestaltung sowie seiner Rezeption.
In dem nach der Rundfunkreform gegründeten Sender Ö3 war dagegen ab 1975, wohl auch aus Altersgründen, kein Platz mehr für Evamaria Kaiser. In späteren Jahren gründete sie die Kinderclowngruppe KAIKUKAS, die unter anderem häufig in der vom ORF bis 1993 produzierten TV-Kindersendung Am dam des zu sehen war.